# Bakkehuset (Vedbæk)
 For alternative betydninger, se Bakkehuset. (Se også artikler, som begynder med Bakkehuset)
Bakkehuset i Vedbæk blev købt af bankmand og skibsreder LauritzNicolai Hvidt i 1811. Stedet kom til at danne rammen om familiens sommerliv
i over 100 år. 
Hvidt fik bygget en anløbsbro ved Vedbæk syd-strand, stenene i strandkanten er spor efter en anløbsbro.
Her lagde landets første dampskib til, indsat på ruten i 1819 og ejet af Hvidt fra Bakkehuset. Ruten København-Helsingør eksisterede frem til
1925 og sparede gennem 1800-tallet de mange sommergæster for den støvede tur ad Strandvejen.
Hvidt finansierede bl.a. Vedbæk Kirke i 1871 sammen med Grøn familien fra Rolighed.
Vekselerer Johan Levin over tog i 1915 ejendommen. På stedet opførtes den nuværende villa, og der blev anlagt
en storslået park. Der er kun få spor fra Levins park er tilbage. Dette er Spejldammen og søen med den kinesiske bro, som ligger mellem villahaverne.
Bakkehuset er i dag aktivitetscenter og ejet af Rudersdal Kommune. Siden 1. januar 2018 er Bakkehuset blevet brugerstyret, således at aktiviteterne planlægges og styres af Foreningen Bakkehuset i Vedbæk.